# Macronychia kanoi
Macronychia kanoi är en tvåvingeart som beskrevs av Hiromu Kurahashi 1972. Macronychia kanoi ingår i släktet Macronychia och familjen köttflugor. Arten är reproducerande i Sverige. Inga underarter finns listade i Catalogue of Life.